# Telipogon hausmannianus
Telipogon hausmannianus es una especie  de orquídea epifita. Es originaria de Sudamérica.

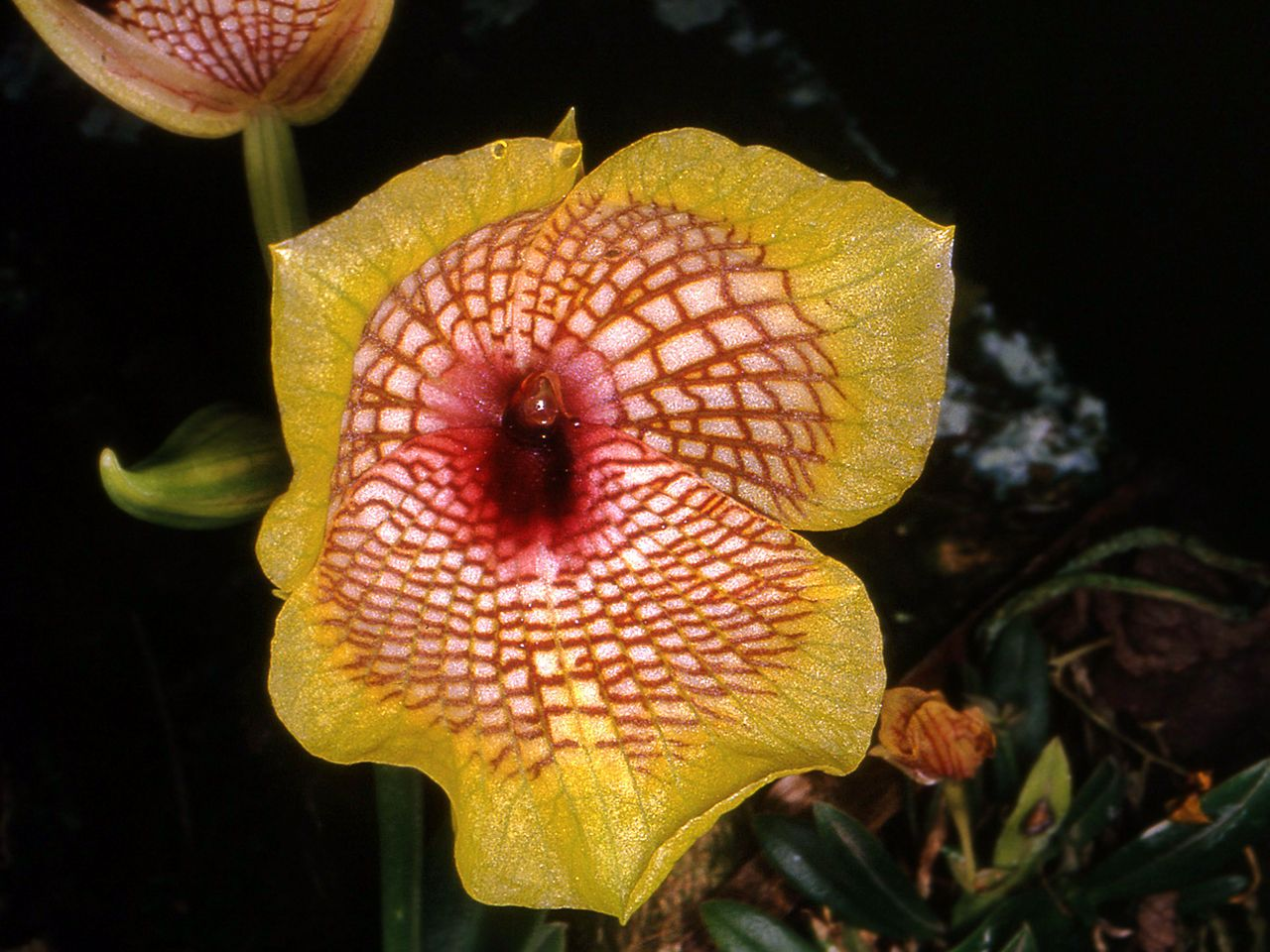
Flor

## Descripción
Es una orquídea de pequeño tamaño, con hábitos de epífita. Florece en la primavera y el otoño.

## Distribución y hábitat
Se encuentra en Venezuela, Colombia y Ecuador a elevaciones de 2300 a 3000 metros  

## Taxonomía
Telipogon hausmannianus fue descrita por Rchb.f.  y publicado en Bonplandia 9: 213. 1861.
Etimología
Telipogon: nombre genérico que deriva de las palabras griegas: "telos", que significa final o punto y "pogon" igual a "barba", refiriéndose a los pelos en la columna de las flores.
hausmannianus: epíteto otorgado en honor del botánico Franz von Hausmann.
Sinonimia
- Telipogon croesus Rchb.f.
- Telipogon hausmannii Rchb.f.[3][4]